# سیستم دستگیره
سیستم دستگیره (انگلیسی: Handle System)  ثبت اختصاصی شرکت ابتکارات تحقیقاتی ملی است که شناسه‌ها یا  دستگیره (رایانش) را به منابع اطلاعاتی اختصاص می‌دهد و برای حل این دسته‌ها در اطلاعات لازم برای مکان‌یابی، دسترسی و استفاده از منابع دیگر ضروری است.